# Mauricio Aguirre
Daniel Mauricio Aguirre Gómez (Ciudad de México, México; 28 de diciembre de 1987 - Monterrey, 23 de julio de 2011) fue un jugador de fútbol (portero) mexicano. Fue jugador de los clubes de primera Gallos Blancos del Querétaro "A", Rayados "A", Cajeteros del Celaya, la posición de este jugador fue la de portero.

## Trayectoria
Debutó en el Apertura 2005 en la Primera "A" con el Querétaro jugando solo 2 partidos cumpliendo los 90 minutos. Daniel Aguirre decide ir a otro equipo para poder avanzar de nivel futbolístico y fue entonces que en el Apertura 2006 pasó a Rayados "A" pero no fue como esperaba porque solo jugó 3 partidos cumpliendo los 90 minutos y también se ganó la primera tarjeta amarilla. 
Una vez acabando el año decide moverse nuevamente, por lo que consiguió irse a tierras guanajuatenses donde se incorporó al equipo de los Cajeteros del Celaya, un equipo nuevo y que no era el anterior Toros del Celaya debuta en la jornada 1, por escasez de porteros en el Club.
En el Clausura 2007 tuvo más participación con el Club Celaya, jugó 15 partidos también cumpliendo los 90 minutos, de ahí decide regresar al equipo que lo debutó con el Querétaro para el Apertura 2007. Jugó 15 partidos, pero en un partido no pudo cumplir los 90 partidos ya que fue expulsado al minuto 80, también tuvo 4 tarjetas amarillas.
Después de su aventura con el Querétaro regresó al equipo de Rayados "A" para tener una esperanza de lograr un puesto en la Primera División.

## Fallecimiento
Se le diagnosticó cáncer de piel el 27 de febrero de 2011. Falleció el 23 de julio de 2011, producto del cáncer que arrastraba, la noticia se dio a conocer mediante la cuenta oficial en Twitter del Club de Fútbol Monterrey.

## Estadísticas
| Temporada     | Equipo      | Juegos Jugados | Tarjetas Amarillas | Tarjetas Rojas |
| ------------- | ----------- | -------------- | ------------------ | -------------- |
| 2005-2006     | Querétaro   | 2              | 0                  | 0              |
| Apertura 2006 | Rayados A   | 3              | 1                  | 0              |
| Clausura 2007 | Club Celaya | 15             | 0                  | 0              |
| 2007-2008     | Querétaro   | 28             | 4                  | 1              |
| 2008-2011     | Rayados "A" | 3              | 0                  | 0              |